# Лисанівська сільська рада
Лиса́нівська сільська́ ра́да — адміністративно-територіальна одиниця та орган місцевого самоврядування у Старосинявському районі Хмельницької області. Адміністративний центр — село Лисанівці.

## Загальні відомості
Лисанівська сільська рада утворена в 1923 році.
- Територія ради: 41,52 км²
- Населення ради: 1 117 осіб (станом на 2001 рік)

## Населені пункти
Сільській раді підпорядковані населені пункти:
- с. Лисанівці
- с. Паньківці

## Склад ради
Рада складалася з 16 депутатів та голови.
- Голова ради: Брицький Григорій Олексійович
- Секретар ради: Франчук Марія Василівна

### Керівний склад попередніх скликань
| Прізвище, ім'я, по батькові   | Основні відомості                                                             | Дата обрання | Дата звільнення |
| ----------------------------- | ----------------------------------------------------------------------------- | ------------ | --------------- |
| Брицький Григорій Олексійович | Сільський голова, 1967 року народження, освіта незакінчена вища, безпартійний | 26.03.2006   | 31.10.2010      |
| Брицький Григорій Олексійович | Сільський голова, 1967 року народження, освіта незакінчена вища, безпартійний | 31.10.2010   |                 |

Примітка: таблиця складена за даними сайту Верховної Ради України

### Депутати
За результатами місцевих виборів 2010 року депутатами ради стали:

#### За суб'єктами висування
| Суб'єкт висування                         | Кількість обраних депутатів | %    |
| ----------------------------------------- | --------------------------- | ---- |
| Самовисування                             | 8                           | 50   |
| Партія регіонів                           | 4                           | 25   |
| Партія промисловців і підприємців України | 2                           | 12,5 |
| Єдиний Центр                              | 1                           | 6,3  |
| Народна партія                            | 1                           | 6,3  |

#### За округами
| № округу                                  | Прізвище, ім'я, по батькові | Дата визнання обраним | Освіта             | Партійна приналежність                         | Відомості про обраного депутата                     |
| ----------------------------------------- | --------------------------- | --------------------- | ------------------ | ---------------------------------------------- | --------------------------------------------------- |
| Єдиний Центр                              |                             |                       |                    |                                                |                                                     |
| 8                                         | Венгер Ганна Анатоліївна    | 04.11.2010            | вища               | член Єдиного Центру                            | Лисанівська загальноосвітня школа, вчитель          |
| Народна Партія                            |                             |                       |                    |                                                |                                                     |
| 15                                        | Терлецький Євген Євгенович  | 04.11.2010            | середня спеціальна | член Народної партії                           | ФГ «Міраж-М», різноробочий                          |
| Партія промисловців і підприємців України |                             |                       |                    |                                                |                                                     |
| 4                                         | Демков Віктор Григорович    | 04.11.2010            | середня            | член Партії промисловців і підприємців України | тимчасово не працює                                 |
| 12                                        | Жовмір Галина Михайлівна    | 04.11.2010            | середня            | член Партії промисловців і підприємців України | Старосинявський територіальний центр, соц.працівник |
| Партія регіонів                           |                             |                       |                    |                                                |                                                     |
| 2                                         | Норик Світлана Василівна    | 04.11.2010            | середня спеціальна | член Партії регіонів                           | Лисанівський ФП, завідувачка ФП                     |
| 7                                         | Брицький Валерій Степанович | 04.11.2010            | середня            | член Партії регіонів                           | ТОВ «СТІОМІ-Холдін», різноробочий                   |
| 9                                         | Лісова Галина Володимирівна | 04.11.2010            | середня            | член Партії регіонів                           | Старосинявський територіальний центр, соц.працівник |
| 10                                        | Франчук Марія Василівна     | 04.11.2010            | вища               | член Партії регіонів                           | Лисанівська сільська рада, секретар                 |
| Самовисування                             |                             |                       |                    |                                                |                                                     |
| 1                                         | Бакалець Василь Іванович    | 04.11.2010            | середня            | член Всеукраїнського об'єднання «Батьківщина»  | тимчасово не працює                                 |
| 3                                         | Чорненька Лариса Миколаївна | 04.11.2010            | середня спеціальна | член Всеукраїнського об'єднання «Батьківщина»  | Лисанівська сільська рада, касир                    |
| 5                                         | Яцишина Наталія Василівна   | 04.11.2010            | середня            | член Всеукраїнського об'єднання «Батьківщина»  | тимчасово не працює                                 |
| 6                                         | Лахман Галина Василівна     | 04.11.2010            | середня            | член Всеукраїнського об'єднання «Батьківщина»  | Лисанівська сільська бібліотека, зав.бібліотекою    |
| 11                                        | Корнійчук Василь Васильович | 04.11.2010            | середня            | член Всеукраїнського об'єднання «Батьківщина»  | тимчасово не працює                                 |
| 13                                        | Бабич Микола Олександрович  | 04.11.2010            | середня            | член Всеукраїнського об'єднання «Батьківщина»  | фермерське господарство «Земля», водій              |
| 14                                        | Маньков Іван Степанович     | 04.11.2010            | вища               | член Всеукраїнського об'єднання «Батьківщина»  | Паньковецька загальноосвітня школа, вчитель         |
| 16                                        | Норик Галина Василівна      | 04.11.2010            | середня            | член Всеукраїнського об'єднання «Батьківщина»  | Паньковецький дитячий садочок, кухар                |